# Mario Montez
Mario Montez, nome d'arte di René Rivera (Ponce, 20 luglio 1935 – Key West, 26 settembre 2013), è stato un attore statunitense di origine portoricana, noto soprattutto per le sue performance come drag queen.
Protagonista in alcuni film di Andy Warhol e Jack Smith, è considerato una figura fondamentale nella scena underground della New York degli anni sessanta e settanta.

## Biografia
(John Waters)

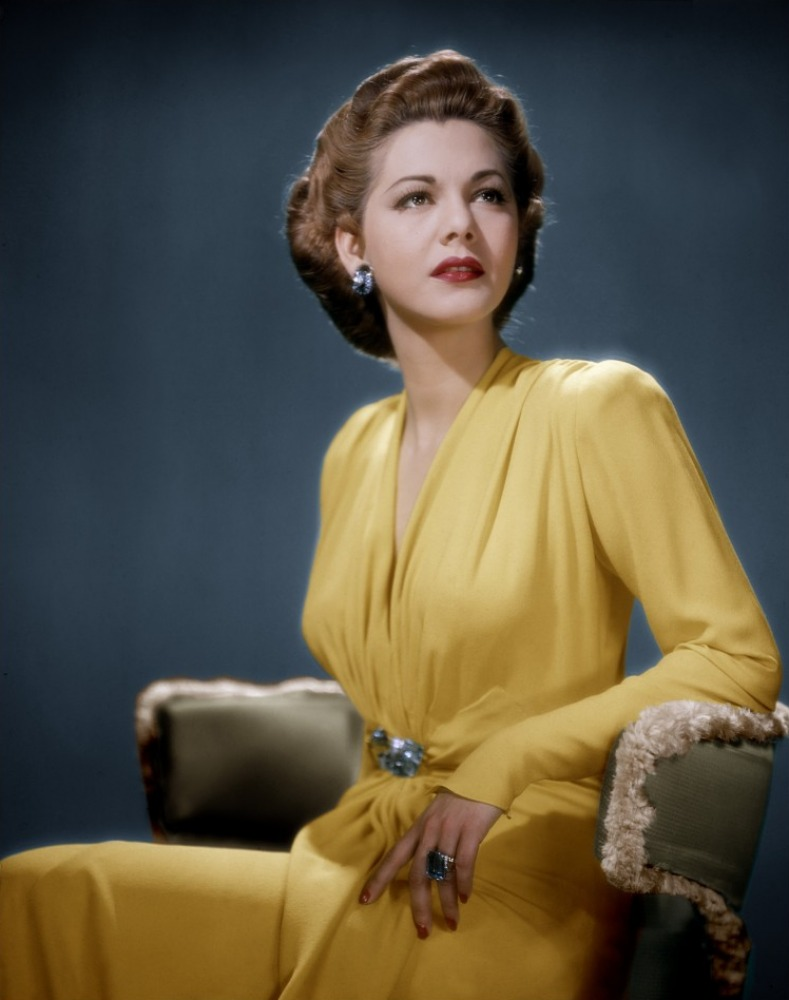
La diva degli anni quaranta María Montez

Nato a Porto Rico nel 1935, all'età di otto anni René Rivera si trasferì con la famiglia nel quartiere di East Harlem a New York. Studiò arti grafiche e nel 1954 si diplomò alla New York School of Printing. In seguito svolse lavori d'ufficio fino a quando incontrò per caso il regista underground Jack Smith che nel 1963 lo incluse nel suo Flaming Creatures, classico del cinema sperimentale. Come ha affermato in seguito l'attore: «Ho imparato a recitare principalmente guardando vecchi film in televisione».
Secondo quanto riportato in Ridiculous: The Theatrical Life and Times of Charles Ludlam di David Kaufman, uscito nel 2005, Smith era convinto che un "travestito" potesse meglio soddisfare il suo sogno di trovare una nuova María Montez, famosa attrice degli anni quaranta conosciuta come la "Regina del Technicolor". Il regista scoprì di condividere con il giovane Rivera una passione per la mondanità e lo sfarzo di Hollywood e in particolare per l'attrice dominicana, tanto che lo persuase ad adottare il nome d'arte di Mario Montez in suo onore.
Flaming Creatures destò grande scandalo e venne bandito da molti cinema, ma l'apparizione di Montez come ballerina spagnola con una rosa tra i denti, come quella di sirena che rende omaggio a un reliquiario di Maria Montez in Normal Love dello stesso Smith, gli aprirono la strada verso lo status di prima "drag superstar" nell'entourage di Andy Warhol. «Jack Smith ha sempre detto che Mario era il suo attore underground preferito», ha scritto il guru della pop art in Popism: The Warhol Sixties, «perché riusciva a catturare immediatamente la simpatia del pubblico».

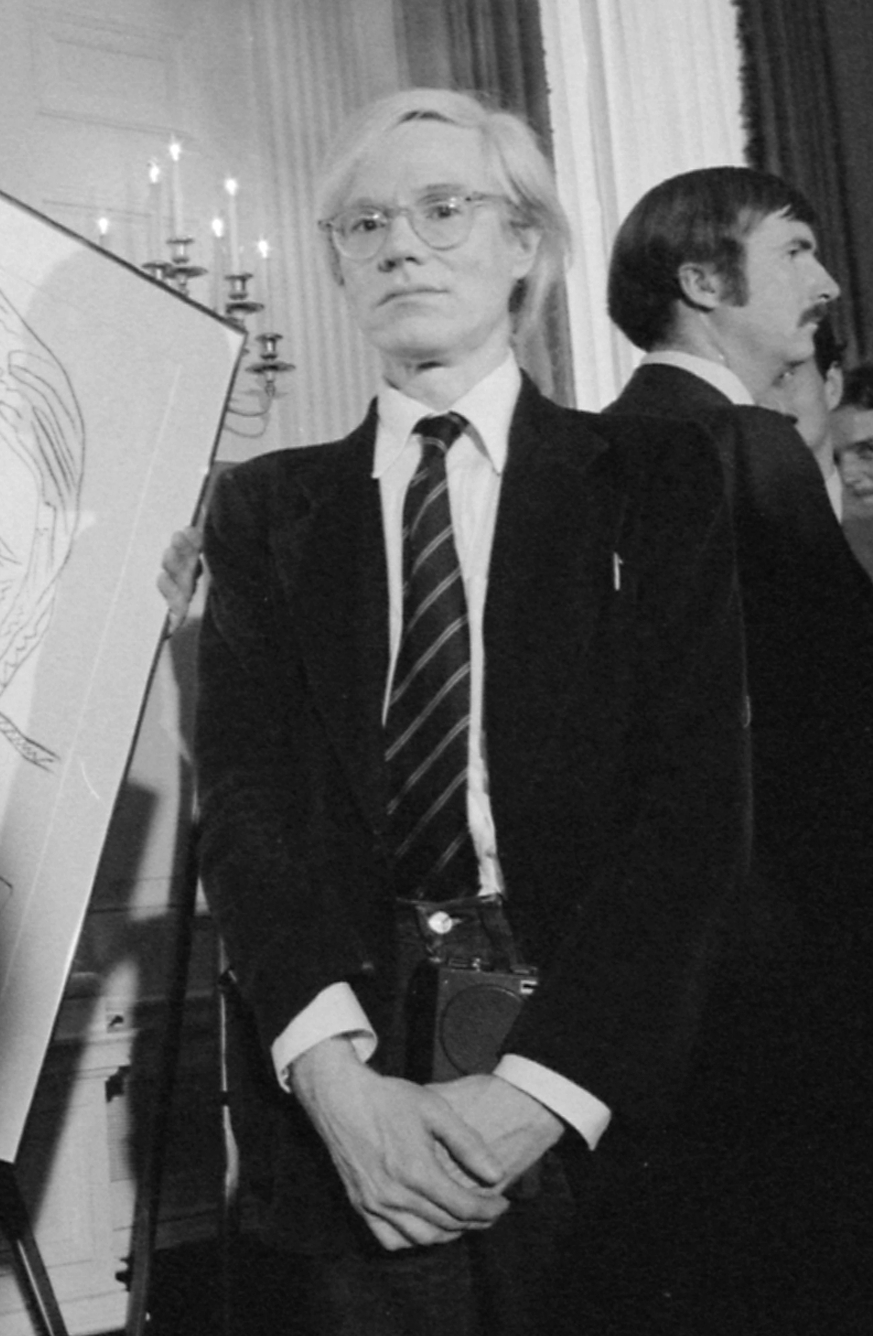
Andy Warhol nel 1977

Montez apparve in film come Harlot (1965) in cui divora lentamente e in modo seducente una banana dopo l'altra, Screen Test #2 (1965) in cui un regista interpretato da Ronald Tavel gli fornisce istruzioni umilianti (come ripetere la parola "diarrea" 20 volte), Hedy (1966) in cui si lancia in canzoni come I Feel Pretty nei panni dell'attrice Hedy Lamarr, e More Milk, Yvette (1966) in cui interpreta Lana Turner.
Montez divenne ben presto una delle "superstar" di Warhol, anche se come ha dichiarato in seguito non ha mai instaurato una stretta relazione con l'artista («Non mi drogavo, perciò non mi hanno mai coinvolto in ciò che succedeva alla Factory») né ottenuto il guadagno sperato dai suoi lavori («con Warhol tutti erano costretti a firmare per la cessione dei diritti prima di fare qualsiasi cosa»), che pure sono stati oggetto di seminari e proiezioni alla Columbia University, al MoMa e al Museum of the Moving Image di New York.
Nel 1967, insieme a Charles Ludlam e John Vaccaro fu uno dei co-fondatori della celebre Ridiculous Theatrical Company, compagnia del cosiddetto "Teatro del ridicolo" che cercava di sconvolgere con spettacoli surreali, cast crossgender e improvvisazioni selvagge e che spesso si esibiva proprio nel suo loft a SoHo. «Durante il giorno lavoravo come impiegato e dovevo sempre sbrigarmi per fare cose per Warhol e per Charles Ludlam», ricordava Montez, «non so davvero come ho fatto».
Seguirono alcuni anni di inattività e nel gennaio del 1977, frustrato per la mancanza di possibilità di recitare in produzioni underground, lasciò New York e si diresse in Florida. «Andai a Times Square con due giornali, il Miami Herald e l'Orlando Sentinel», ha ricordato in seguito, «cercavo di vedere quale città avesse più posti di lavoro e affitti più bassi, ed era Orlando». Trovò quindi un lavoro come impiegato per una società di assicurazioni che mantenne per 12 anni.

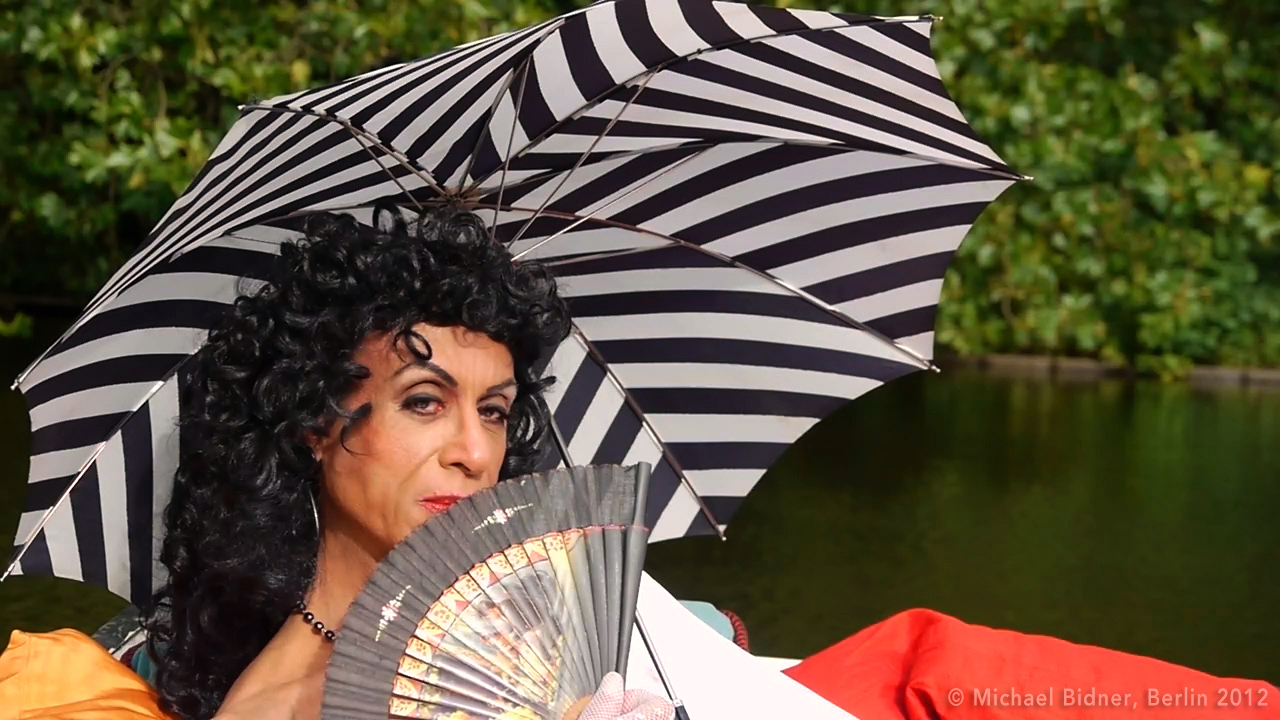
A Lazy Summer Afternoon with Mario Montez, cortometraggio del 2012

Dopo un'apparizione il 25 settembre 1996 nella sitcom The John Larroquette Show, è ricomparso nel 2006 nel documentario Jack Smith and the Destruction of Atlantis di Mary Jordan e nel 2009 ha partecipato ad un festival dedicato al lavoro di Jack Smith a Berlino.
Nel 2010 ha partecipato ad uno spettacolo con l'attrice Alina Troyano (alias Carmelita Tropicana) al Museo del Barrio, il suo primo show a New York dopo trent'anni, e ad una conferenza dedicatagli dalla Columbia University intitolata "Superstar! A Tribute to Mario Montez", con proiezioni e tavole rotonde. In questa occasione ha conosciuto il giovane artista Conrad Ventur con il quale ha iniziato una serie di collaborazioni.
Nel 2012 ha ricevuto il Teddy Award speciale al Festival di Berlino, insieme alla filmmaker tedesca Ulrike Ottinger. Nella stessa edizione della Berlinale, nella sezione Panorama è stato proiettato il cortometraggio A Lazy Summer Afternoon with Mario Montez di John Edward Heys.
È morto l'anno successivo, all'età di 78 anni, per le complicazioni di un ictus.

## Filmografia parziale

### Lungometraggi
- Flaming Creatures, regia di Jack Smith (1963)
- Normal Love, regia di Jack Smith (1963)
- Batman Dracula, regia di Andy Warhol (1964)
- Harlot, regia di Andy Warhol (1965)
- Camp, regia di Andy Warhol (1965)
- Brothel, regia di Bill Vehr (1966)
- More Milk, Yvette, regia di Andy Warhol (1966)
- Chelsea Girls, regia di Paul Morrissey e Andy Warhol (1966)
- Hedy, regia di Andy Warhol (1966)
- Ari and Mario, regia di Andy Warhol (1966)
- No President, regia di Jack Smith (1967)
- Lupe, regia di José Rodriguez-Soltero (1967)

### Cortometraggi
- Mario Banana I e Mario Banana II, regia di Andy Warhol (1964)
- Chumlum, regia di Ron Rice (1964)
- Satisfaction, regia di Piero Heliczer (1965)
- Screen Test #1, regia di Ronald Tavel e Andy Warhol (1965)
- Screen Test #2, regia di Andy Warhol (1965)
- Dirt, regia di Piero Heliczer (1965)
- Reefers of Technicolor Island, regia di Jack Smith (1967)
- Face, regia di Takahiko Iimura (1968)
- A Lazy Summer Afternoon with Mario Montez, regia di John Edward Heys (2012)
- Mario Banana, regia di Conrad Ventur (2010)
- Mario Montez (Screen Test Portrait), regia di Conrad Ventur (2010)
- Atlantis, regia di Conrad Ventur (2011)
- Boca Chica, regia di Conrad Ventur (2013)